# يوسف سيبلاك
يوسف سيبلاك لاعب كرة قدم قطري ، ولد في (18 ديسمبر 2000).
لعب سابقاً في نادي الوكرة ونادي الوعب.